# Gipsmuseum Schleitheim

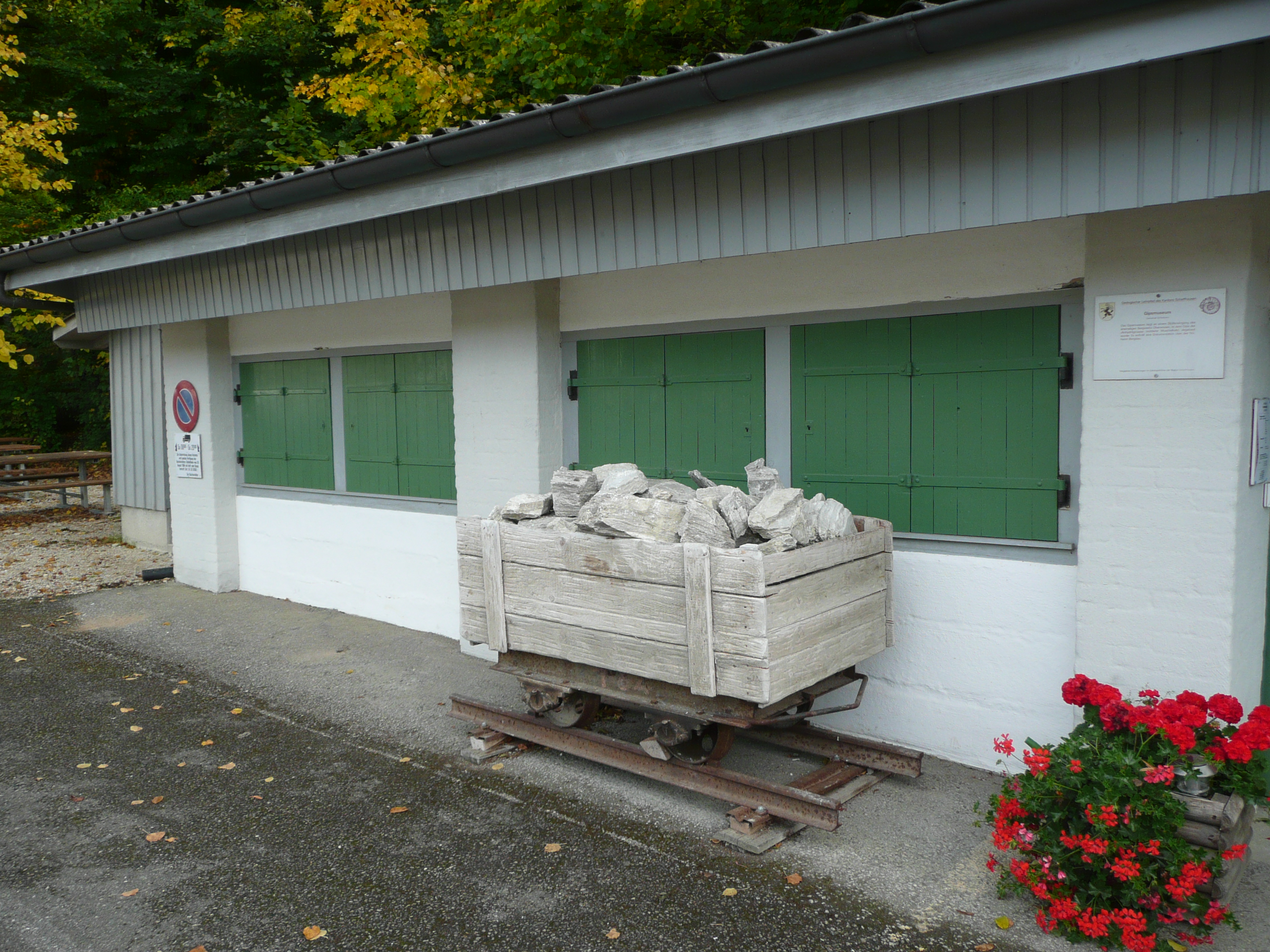
Gipsmuseum Schleitheim

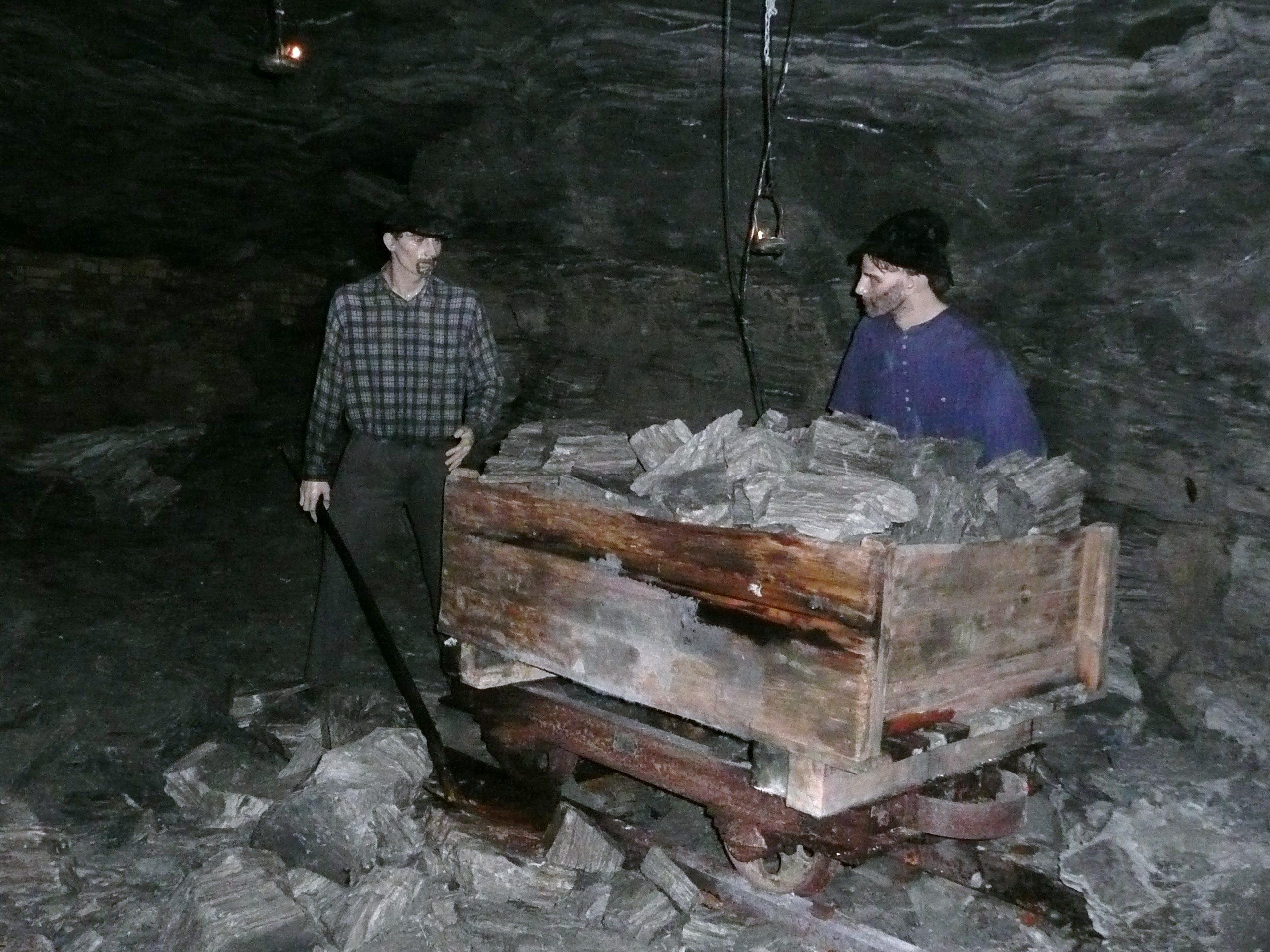
Ausstellung im Gipsmuseum Schleitheim.

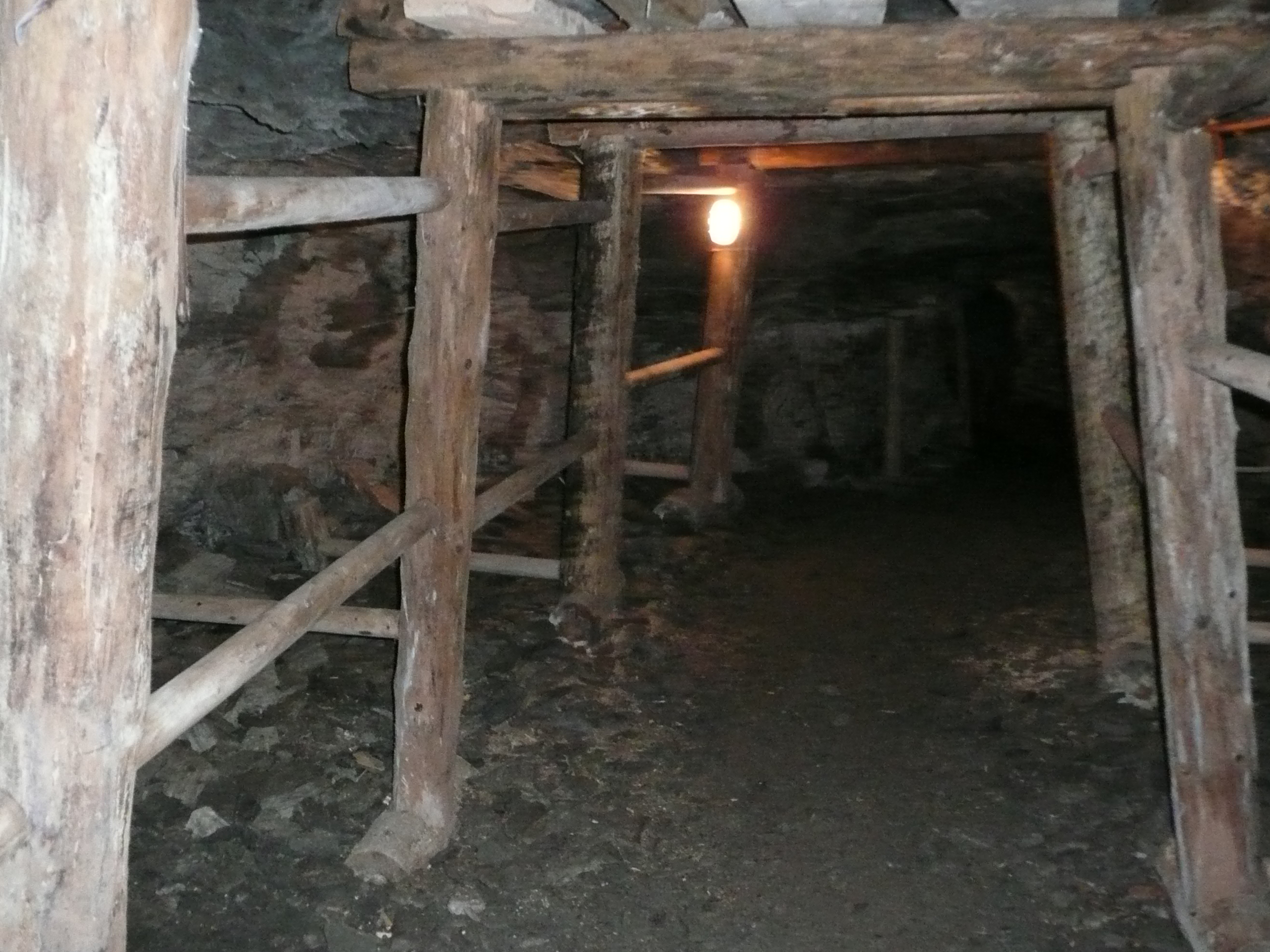
Stollen im Gipsmuseum Schleitheim.

Das Gipsmuseum Schleitheim ist dem letzten noch zugänglichen Gips-Stollen der Region vorgelagert. Das Museum informiert über den im 18./19. Jahrhundert intensiv betriebenen Gipsabbau in der im schweizerischen Kanton Schaffhausen gelegenen Region. Zuständig für den Betrieb ist die Stiftung zur Förderung des Gipsbergwerkes und Gipsmuseums Schleitheim.
Das Museum befindet sich im Ortsteil Oberwiesen, rund 300 m vor dem Grenzübergang Schleitheim-Stühlingen (D). Ein Wegweiser markiert die Zufahrt. Das Museum verfügt über Parkplätze sowie einen Rastplatz.

## Rohstoff Gips
Die Gipsvorkommen in der Gegend von Schleitheim reichen teilweise bis an die Bodenoberfläche und sind im Keuper abgelagert. Größere Vorkommen liegen in den tieferen Lagen des Muschelkalkes im Hügelzug zwischen dem Wutach- und dem Schleitheimertal. Das ehemalige Grubenfeld umfasste rund 50'000 m². In der Schleitheimer Gemeinderechnung von 1712 macht ein Eintrag auf die örtliche Verwertung von Gips aufmerksam. Der bislang älteste schriftliche Beleg datiert aus dem Jahr 1709 in der Baugeschichte der Klosterkirche Rheinau ZH, wo zum Innenausbau Schleitheimer Gips verwendet wurde. 
Zuerst wurden die Gipsvorkommen in oberirdischen Brüchen abgebaut. 1790 wurde ein erster Stollen zur Gewinnung des Gipses unter Tag angelegt. In der Folge entstanden weitere Stollen auf dem Gebiet der Gemeinde Schleitheim. Der Rohstoff Gips wurde in mühsamer Handarbeit im Berg abgebaut und in Loren nach außen befördert. In gesonderten Arbeitsgängen wurden die Steine weiterverarbeitet zum Endprodukt Gips. Ungebranntes Gipsmehl fand Absatz in der Landwirtschaft, gebrannter Gips im Baugewerbe. Bekannt sind die schönen Stuckaturdecken des Rokoko- und des Barockzeitalters, welche aus Gips gestaltet wurden. Der Schleitheimer Gips fand jedoch zu rund 70 Prozent Anwendung als so genannter Ackergips. Gipsmehl bindet den Ammoniak und erzeugt eine bodenbelebende Wirkung, womit die Fruchtbarkeit der Pflanzen, insbesondere des Klees, erhöht wird. Das Absatzgebiet reichte weit über die Grenzen des Kantons hinaus. 1860 wurden 180'000 Zentner Gipssteine gebrochen. In den Jahren 1931 bis 1935 waren es etwa 1'300 Tonnen pro Jahr. Ohne Erfolg blieben die Tiefbohrungen nach Salz in den Jahren 1823 bis 1838.

## Weiterverarbeitung der Gipssteine
Die Steine wurden in sogenannten Stampfen oder in Hammermühlen gebrochen (siehe auch Mühle im Weiler) und anschliessend bei niedrigen Temperaturen getrocknet (Vorbrand). Die so zerkleinerten und gebrannten Gipsstücke wurden der Mühle zugeführt und zu Gipsmehl zerrieben. Anschliessend wurde das Gipsmehl je nach Verwendungszweck nochmals erhitzt (gekocht, Hauptbrand) und dann in Fässern und Säcken per Fuhrwerk an die Abnehmer geliefert. In Schleitheim bestanden 10 Mühlen, welche Gips verarbeiteten. Der Gipsabbau sowie die Weiterverarbeitung und der damit verbundene Bau eines Werkkanals (1872) zur Energiegewinnung mittels zwei Turbinen waren ausschlaggebend, dass in Oberwiesen ein Industriegebiet entstand.  
Während der Blütezeit waren bis zu 150 Personen beim Gipsabbau und bei der Weiterverarbeitung sowie im Nebengewerbe tätig. Mit dem Aufkommen hochwertiger Dünger um 1900 sank die Nachfrage nach Düngegips; die Schweizer Gipsunion kaufte 1903 das Schleitheimer Werk auf und legte es still.
Nach der zwischenzeitlichen Nutzung eines Gipsstollens als Obstkeller, ein anderer diente dem örtlichen Bierbrauer als Bierlager, wurde 1927 ein neuer Anlauf zum Gipsabbau unternommen. 1936 wurde ein neuer Stollen eröffnet. Abnehmer der Gipssteine waren die Portland Cementwerke in Thayngen. 1944 kam aber das endgültige Aus für den Gipsabbau in Schleitheim.

## Gipsmuseum seit 1938
Die Familie des letzten Gipsbergwerkbetreibers, die Buchdruckerfamilie Stamm, richtete 1938 ein Gipsmuseum ein und führte Interessenten in das Bergwerk. 1962 ging die Anlage an die Gemeinde, die sie später zur Erhaltung in eine Stiftung überführte. 1992 wurde der zwischenzeitlich teilorts eingestürzte Zugangsstollen wieder begehbar gemacht und der ganze Besuchergang gesichert und elektrisch ausgeleuchtet. 1996 wurde das Museum vollständig erneuert. Es zeigt die Entstehung des Gipses, die Vorkommen in der Region, die Werkzeuge für den Abbau, die Weiterverarbeitung in einer Stampfe und einer Mühle sowie Verwendungszwecke. Der Betrieb wird heute von einem geschäftsführenden Ausschuss sowie Hobbyführern gewährleistet.